# Aeroportul Cauayan
Aeroportul Cauayan (IATA: CYZ, ICAO: RPUY) este un aeroport din Cauayan⁠(d), Isabela⁠(d), Cagayan Valley⁠(d), Filipine ce deservește zona Cauayan⁠(d). Aeroportul a fost tranzitat în 2022 de 127.572 de pasageri. A fost numit după zona deservită.
Situat la o altitudine de 61 m, aeroportul dispune de o singură pistă. Este operat de Civil Aviation Authority of the Philippines⁠(d).